# 김만희 (가수)
김만희(1980년 5월 15일 ~ )는 대한민국의 가수이다.

## 방송
- 씨씨엠스타 (2014~)